# 歲月風雲之上海皇帝
《歲月風雲之上海皇帝》是1993年上映的一部香港電影，由潘文傑執導，呂良偉、鄭則仕、徐錦江、葉童、劉嘉玲主演，劇情圍繞中國史上首位幫會出身的傳奇人物杜月笙，電影分為兩集《歲月風雲之上海皇帝》和《上海皇帝之雄霸天下》。此電影是麥當雄繼《跛豪》後的另一部「歷史傳奇片」，並以跛豪原班人馬在上海拍攝，耗資5,400萬，攝製兩年。本片獲提名第30屆金馬獎最佳美術設計、最佳造型設計，以及第13屆香港電影金像獎最佳編劇。

## 故事大綱
目不識丁的上海市場小販陸雲生（呂良偉飾，影射杜月笙）為人急公好義重面子，常為人強出頭弄得自己滿身傷，但也博得能幹任俠的好名聲。一次遇見了遭追殺的革命黨人古羽（苗僑偉飾，影射戴笠），資助他，並帶他成功勒索賭場後離開上海。
陸雲生在一次強出頭時得到法租界探長黃全榮（鄭則仕飾，影射黄金榮）的妻子賞識，讓陸為黃全榮效力，兩人一明一暗的配合快速崛起為上海的一方之霸，上海的低層百姓皆成陸的耳目。二人後來又聯合強盜出身的軍閥袁嘯軍（徐錦江飾，影射张啸林），三人合作幫法國領事販毒成為上海最具財勢的「三大亨」。
國民革命軍攻入上海後，上海三大亨面臨軍閥時代過去，演變為中國國民黨（臺灣版稱「極右派」）與中國共產黨（臺灣版稱「極左派」）對立的局面。古羽欲借陸雲生的力量打擊左派與反對勢力，拉攏陸組織共進會與以共產黨為首的工會抗衡。陸雲生並把題有「共同奮鬥」的錦旗，送給上海總工會領導人，結果上海總工會領導人（影射汪壽華）在受邀赴宴時，遭到侯飛活埋。
在舉行宴會當天，場外出現百姓及左派份子的示威遊行。然而在古羽的命令下，國民黨軍拉起窗簾禁止場內工商仕紳觀看，在場外則開槍屠殺示威群眾。國民黨此舉甚至引起袁嘯軍自言比起這幫人，自己還像是吃齋的老太婆。
宴會後侯飛私自派人行刺陸雲生，事後遭古羽嚴厲斥責並關禁閉半年。最後陸雲生在雨花台受到蔣介石親自接見，「三大亨」聲勢達到最高峰，成為名副其實的上海地下皇帝。

## 主要角色
| 演員       | 角色 （角色原型） | 粵語配音               | 暱稱/關係 |
| 呂良偉     | 陆雲生 （杜月笙） | 朱子聰                 | 小販出身，賣萊陽梨，目不識丁的文盲，為人極好面子，愛幫人出頭 後得李桂姐賞識拜入黃全榮門下，並在賭場上班 曾協助古羽離開上海，協助黃全榮拘捕鐵路局長，讓他供出殺害宋教仁兇手之匿藏位置，協助袁嘯軍奪取法軍物資（鴉片） 後與黃全榮、袁嘯軍合稱「上海三大亨」，組織共進會與以共產黨為首的工會抗衡 |
| 郑则仕     | 黄全荣 （黄金荣） | 鄭則仕                 | 法租界巡捕房總探長，人稱黃老闆。為人好色，常在外拈花惹草 李桂姐之夫 |
| 徐锦江     | 袁啸军 （张啸林） | 周永光                 | 小爺叔（陸雲生專稱）、袁大帥（手下專稱） 軍人出身，後來結夥改當強盜 與陸雲生和黃全榮合稱「上海三大亨」 |
| 叶童       | 孟小东 （孟小冬） | 葉童                   | 名伶 陸雲生之青梅竹馬女友 原計畫與陸雲生私奔，但陸雲生為了面子將她的旅費拿去幫助朋友而惹怒她，後獨自前往北平 其成為梅南方（影射梅蘭芳）之妻子並重返上海 |
| 刘嘉玲     | 老六              | 劉嘉玲                 | 富春樓名妓 陸雲生之红顏知己兼性伴侶 畢樹政垂涎其美色並對其性虐待，惹來陸雲生報仇 |
| 斯琴高娃   | 李桂姐 （林桂生） |                        | 黃全榮之妻子 賞識陸雲生，也最聽陸雲生的話，因不滿丈夫與歌女有染而一度離開，被陸説服而回去 後因丈夫與妓女露蘭春有染正式離婚出走 |
| 潘淑娟     | 丫鬟              |                        | 李桂姐的丫鬟 |
| 湯鎮業     | 曹山              | 黃志成／李忠強（部份） | 陸雲生之好友及手下 嗜酒的神槍手，表面上看總是醉生梦死的，實際上是非常可靠的得力夥伴 |
| 陳榮宗     | 阿丁 （萬墨林）   | 馮永和                 | 陸雲生之好友及手下 |
| 程小龍     | 阿華              | 羅君左                 | 陸雲生之好友及手下 |
| 苗侨伟     | 古羽 （戴笠）     | 黃志成                 | 革命黨人，後來成為陸雲生好友，成為陸與政府溝通的橋樑 曾求陸雲生助其離開上海 重回上海後，已成為國民政府一員，軍階上校，管理情報工作 受國民黨高層命令要求「上海三大亨」組織共進會與工會抗衡，以作為清共的藉口                                                                                   |
| 林威       | 侯飞              | 周永光                 | 黃全榮之手下 見利忘義的卑鄙小人，嫉妒迅速得到黃全榮夫婦信任的陸雲生 出賣黃全榮被逐出上海，後來成為古羽手下，私下買兇刺殺陸雲生失敗，古羽知情後將其關禁閉半年 |
| 何家驹     | 毕树政            | 黃子敬                 | 奉軍軍長，軍閥盧永祥手下 袁嘯軍昔日好友 在黃全榮因誤打盧永祥之子盧小嘉而被捕後，袁嘯軍與陸雲生曾遊說他向盧永祥求情 其後強行入股「三大亨」的生意，嫉妒老六愛慕陸雲生，對老六性虐待而惹毛陸雲生並矢志復仇 在盧永祥失勢後逃亡，被陸雲生手下逮到，押上商船虐死                                    |
| 王霄       | 吳強 （吳紹澍）   | 黃子敬                 | 陸雲生故友之子 父親早死，自學齡起便受陸雲生資助學雜費，完成上海復旦大學學業的高材生，畢業後旋即拜入陸雲生門下，短時間內就成為其親信，深得陸重用並委以重任 |
| 沈曉海     | 盧小嘉 （盧小嘉） | 馮永和                 | 又名盧筱嘉，督軍盧永祥之子，民國四公子之一 |
| 黃浩義     | 高大強 （汪壽華） | 馮永和                 | 左翼工會主席 共產黨員 |
| 林澤池     | 翻譯員            |                        | 法領事之翻譯 |
| 布魯士巴朗 | Pierre先生        |                        | 法租界領事 |

## 獎項
| 年份 | 頒獎典禮             | 獎項         | 名單           | 結果 |
| ---- | -------------------- | ------------ | -------------- | ---- |
| 1993 | 第30屆金馬獎         | 最佳美術設計 | 何劍聲         | 提名 |
| 1993 | 第30屆金馬獎         | 最佳造型設計 | 馮瑞蓮         | 提名 |
| 1994 | 第13屆香港電影金像獎 | 最佳編劇     | 麥當雄、蕭若元 | 提名 |

## 外部連結
- 香港影庫上《歲月風雲之上海皇帝》的資料（繁體中文）
- 開眼電影網上《歲月風雲之上海皇帝》的資料（繁體中文）
- 豆瓣电影上《歲月風雲之上海皇帝》的資料 （简体中文）
- 时光网上《歲月風雲之上海皇帝》的資料（简体中文）
- 互联网电影数据库（IMDb）上《歲月風雲之上海皇帝》的资料（英文）